# Яковлев, Пётр Александрович
Пётр Александрович Яковлев (1829—1894) — русский генерал, участник Севастопольской обороны

## Биография
Родился в 1829 году и воспитывался в петербургской Ларинской гимназии. 
Во время Крымской войны командовал ротой 6-го стрелкового батальона и вместе с нею участвовал в геройской защите Севастопольских бастионов и в известном сражении на Чёрной речке. За отличие на 4-м бастионе он был награждён орденом Св. Анны 4-й степени с надписью «За храбрость», а за мужество и храбрость, проявленные в сражении на Чёрной речке, получил орден Св. Анны 3-й степени с мечами и бантом.
По окончании Крымской кампании Яковлев командовал 10-м стрелковым, 55-м и 74-м резервными батальонами, Керченским крепостным и 79-м пехотным Куринским полками (в 1870-х гг.). Во время командования последним полком неоднократно был в походах против горцев и за отличие был произведён в генерал-майоры.
Умер в Самаре в 20-х числах марта 1894 года.